# وانگ جی (ورزشکار)
وانگ جی (انگلیسی: Wang Jie؛ زادهٔ ۴ دسامبر ۱۹۸۳) بازیکن والیبال ساحلی اهل چین است.